# Vaarwater

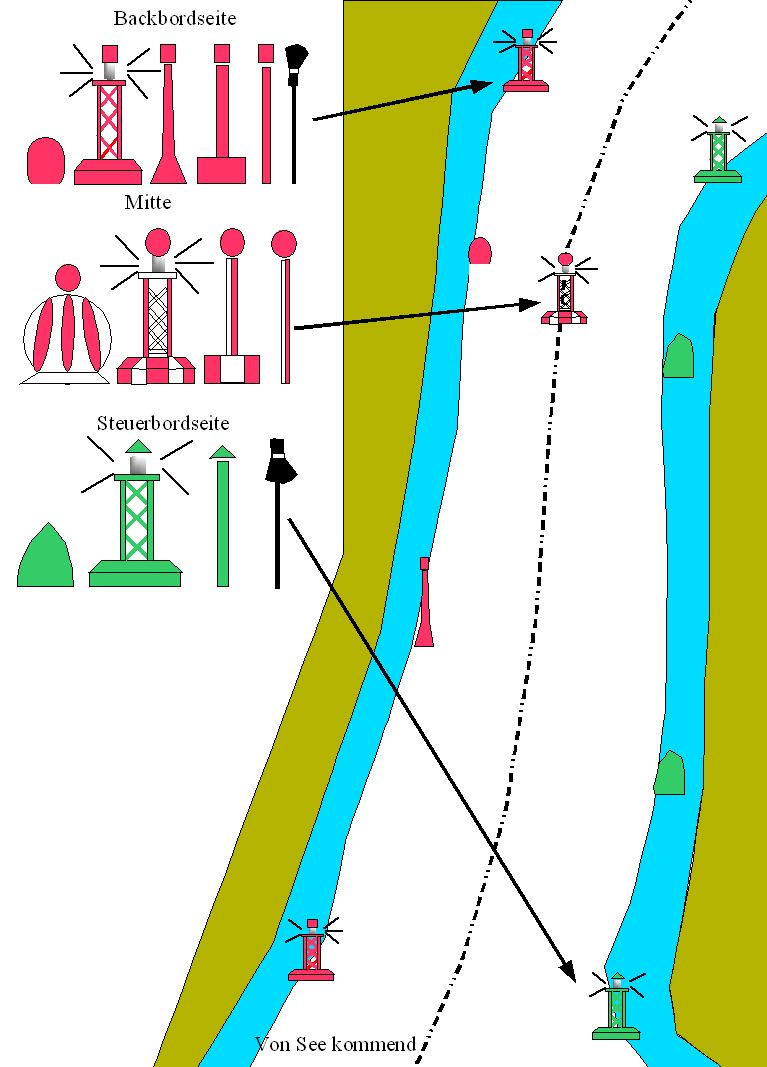
Vaargeul (wit) en vaarwater (wit + blauw) met betonning.

Vaarwater is het water waar een vaartuig, hoe klein ook, kan varen. De vaargeul daarentegen is het bebakende deel van het vaarwater dat bestemd is voor grotere vaartuigen. De vaargeul wordt vaak voorzien van boeien en andere betonning, maar vaarwater wordt dat meestal niet, tenzij er een absoluut verbod bestaat om een water te bevaren (denk aan spuien en stuwen).
De term komt ook voor in de uitdrukking 'iemand in het vaarwater zitten', met de betekenis: iemand hinderen of tegenwerken.